# Glaucocharis tripunctata
Glaucocharis tripunctata là một loài bướm đêm trong họ Crambidae.